# Yang (Hanzhong)

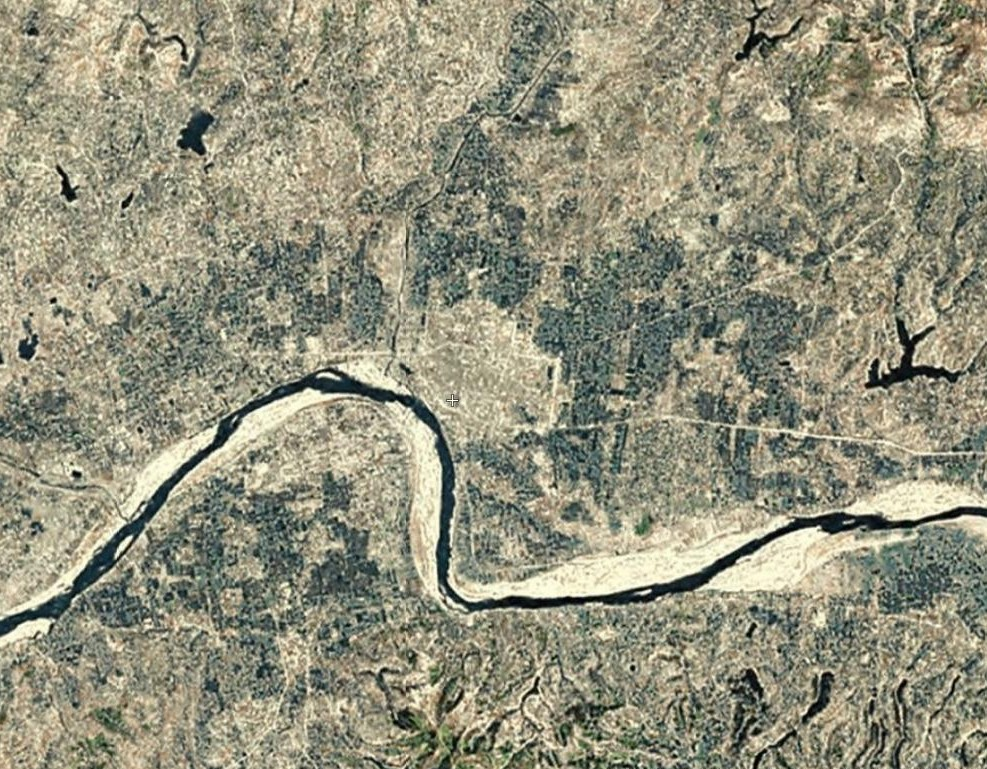
Satellitenbild des Kreises Yang

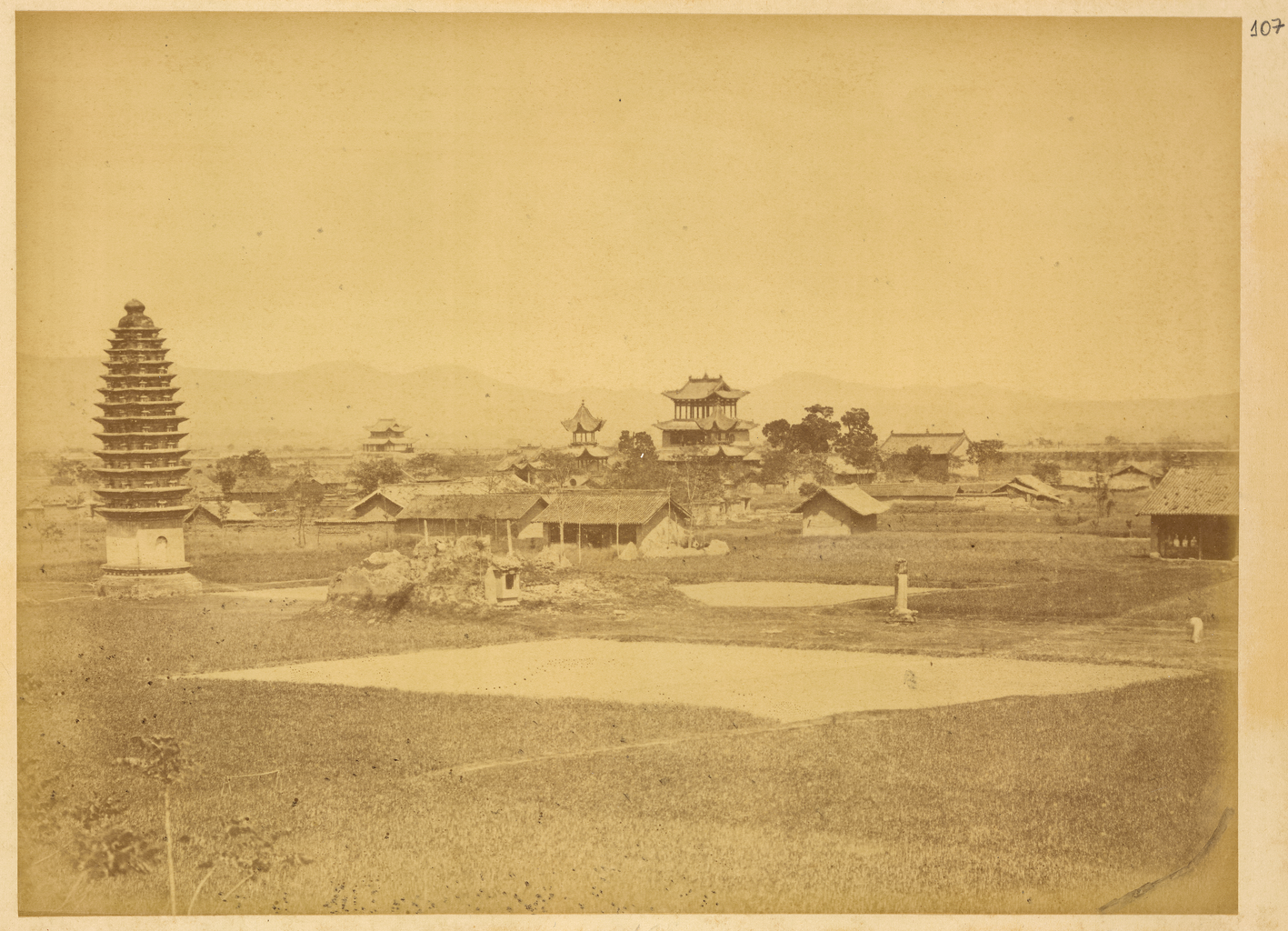
Der Kaiming-Tempel in Yang, aufgenommen im Jahr 1875

Yang (洋县,  Yáng Xiàn) ist ein Kreis der bezirksfreien Stadt Hanzhong in der chinesischen Provinz Shaanxi. Die Fläche beträgt 3.195 Quadratkilometer und die Einwohnerzahl 345.354 (Stand: Zensus 2020). 1999 zählte Yang 436.320 Einwohner.
Im Kreisgebiet liegen der Grab und Ahnentempel von Cai Lun (蔡伦墓和祠, Cài Lún mù hé cí), und in der Großgemeinde Xiecun (谢村镇) der Zhigou-Tempel (智果寺, Zhìguǒ sì) aus der Zeit der Yuan-, Ming- und Qing-Dynastie und der Yuan-zeitliche kaiserliche Palast Liangmasijue (良马寺觉皇殿, Liángmǎ sìjué huáng diàn), die zusammen mit der Pagode des Kaiming-Tempels (开明寺塔, Kāimíng sì tǎ) auf der Liste der Denkmäler der Volksrepublik China stehen.